# Alibaba Pictures
Alibaba Pictures Group — китайская кинокомпания, дочерняя структура Alibaba Group. Занимается инвестициями в производство фильмов, кинопроизводством (кинофильмы, мультфильмы и телесериалы), кинопрокатом (рекламой фильмов и продажей билетов через приложения), продвижением развлекательного контента в интернете, цифровым маркетингом, электронной коммерцией в сфере развлечений. Крупнейшей звездой компании является актриса Чжао Вэй.
Кинокомпания Alibaba Pictures тесно сотрудничает с другими структурными подразделениями материнской группы — видеохостингом Youku Tudou, интернет-телекомпанией Wasu Media Holding, платформой для финансирования развлекательных проектов Yulebao, сервисом по продаже билетов Tao Piao Piao, площадкой электронной коммерции Tmall.

## История
Весной 2014 года Alibaba Group приобрела за 804 млн долларов 61 % акций кинокомпании China Vision Media, которую позже переименовала в Alibaba Pictures. Во главе новой кинокомпании встал бывший вице-президент China Film Group Corporation Чжан Цян. По состоянию на 2015 год Alibaba Pictures являлась крупнейшей кинокомпанией Китая с рыночной стоимостью в 9,6 млрд долларов.
В октябре 2016 года Alibaba Pictures приобрела миноритарный пакет акций голливудской компании Amblin Partners, созданной Стивеном Спилбергом, Джеффри Сколлом и Анилом Амбани. Взамен Alibaba Pictures получила право продвигать фильмы Amblin Entertainment и DreamWorks Pictures в материковом Китае, а также финансировать проекты Amblin по всему миру.
В начале 2019 года Alibaba Pictures создала альянс с пекинской кинокомпанией Huayi Brothers, миноритарным акционером которой являлся глава Alibaba Group Джек Ма. По состоянию на 2019 год более 80 % продаж Alibaba Pictures приходилось на продвижение продукции в интернете и лишь 15 % — непосредственно на производство контента.

## Акционеры
Крупнейшими акционерами Alibaba Pictures Group являются Alibaba Group (50,6 %), The Vanguard Group (1,7 %), Norges Bank Investment Management (1,3 %) и BlackRock (1,3 %).

## Крупнейшие проекты
В качестве инвестора и производителя Alibaba Pictures принимала участие в съёмках следующих фильмов и мультфильмов:
- Миссия невыполнима: Племя изгоев (2015)
- Черепашки-ниндзя 2 (2016)
- Стартрек: Бесконечность (2016)
- Увидимся завтра (2016)
- Миссия невыполнима: Последствия (2018)
- Следующее поколение (2018)
- Блуждающая Земля (2019)
- UglyDolls. Куклы с характером (2019)
- Собачья жизнь 2 (2019)
- Гемини (2019)
- Капитан (2019)
- Восемь сотен (2020)
- Ударная волна 2 (2020)
- Привет, мама (2021)
- Битва при Чосинском водохранилище 2 (2022)
- Лунный человек (2022)
- Панда из космоса (2022)
- Кунг-фу жеребец (2023)
- Рождённый летать (2023)
- Шаг к мечте: Раз и навсегда (2023)